# NGC 5930
NGC 5930 este o interacțiune de galaxii situată în constelația Boarul. A fost descoperită în 18 martie 1787 de către William Herschel. Se află la o distanță de 40,8 de megaparseci de Pământ.